# Embargo (singel)
Embargo – singel holenderskiego DJ-a i producenta muzycznego Armina van Buurena oraz niemieckiego duetu Cosmic Gate, wydany jako czwarty singel z szóstego albumu studyjnego Armina van Buurena pt. Embrace. Wydany został 22 października 2015 przez wytwórnię płytową Armind, należącą do koncernu Armada Music.

## Lista utworów i formaty singla
Opracowano na podstawie materiału źródłowego.
- Singel cyfrowy

1. "Embargo" – 5:19